# Nototriton guanacaste
Espèce
Statut de conservation UICN

 VU D2 : Vulnérable
Nototriton guanacaste est une espèce d'urodèles de la famille des Plethodontidae.

## Répartition
Cette espèce est endémique de la province de Guanacaste au Costa Rica. Elle se rencontre entre 1 400 et 1 580 m d'altitude sur les volcans Orosí et Cacao.

## Étymologie
Cette espèce est nommée en référence au lieu de sa découverte, la province de Guanacaste.

## Publication originale
- Good & Wake, 1993 : Systematic studies of the Costa Rican moss salmanders, genus Nototriton, with descriptions of three new species. Herpetological Monographs, vol. 7, p. 131-159.